# Án lệ 60/2023/AL
Án lệ 60/2023/AL về thời hạn trả thưởng xổ số kiến thiết là án lệ thứ 60 thuộc lĩnh vực dân sự của hệ thống pháp luật Việt Nam, được Hội đồng Thẩm phán Tòa án nhân dân tối cao thông qua, Chánh án Nguyễn Hòa Bình ra quyết định công bố ngày 24 tháng 2 năm 2023, và có hiệu lực cho tòa án các cấp trong cả nước nghiên cứu, áp dụng trong xét xử từ ngày 27 tháng 3 năm 2023. Án lệ này dựa trên nguồn là Quyết định giám đốc thẩm số 239 được ban hành 5 tháng 9 năm 2022 của Ủy ban Thẩm phán Tòa án nhân dân cấp cao tại Thành phố Hồ Chí Minh về tranh chấp trả thưởng tiền xổ số kiến thiết, với nội dung xoay quanh hoạt động kinh doanh xổ số địa phương, thời hạn trả thưởng. Án lệ này do Vụ Pháp chế và Quản lý khoa học Toà án nhân dân tối cao đề xuất.
Trong nội dung vụ án của án lệ này, nguyên đơn mua vé số và trúng giải đặc biệt song không trực tiếp liên hệ để nhận giải. Bẵng đi một khoảng thời gian cho đến thời hạn trả thưởng và thời hạn lưu hành của tờ vé số, nguyên đơn tìm nhiều cách liên hệ để nhận giải nhưng nhận được thông báo từ chối vì hết hạn trả thưởng từ công ty xổ số. Tranh cãi về thời hạn trả thưởng bắt đầu từ đây, khi mà lập luận của hai bên chỉ chênh lệch 1 ngày và thời gian nghiêng về ai thì bên đó chiến thắng, lần lượt trải qua sơ thẩm, phúc thẩm, kháng nghị và giám đốc thẩm rồi đưa ra phán quyết cuối cùng bác kháng nghị, giữ nguyên phúc thẩm, tuyên nguyên đơn thắng kiện.

## Nội dung vụ án
Thái Hữu Tr (gọi tắt: ông Thái) vào ngày 29 tháng 10 năm 2020 đã mua một tờ vé số của Công ty Xổ số kiến thiết An Giang. Tờ vé số này được mở thưởng trong ngày 29, trúng giải thưởng đặc biệt trị giá 2 tỷ đồng. Vào 22 giờ ngày 28 tháng 11, tức sau đó 1 tháng, ông Thái dùng số điện thoại cá nhân gọi vào số điện thoại của Công ty Xổ số kiến thiết An Giang để báo trúng thưởng, nhưng không có người trả lời. Ngày hôm sau tức 29 tháng 11, ông mang vé số trúng thưởng đến công ty nhưng do là ngày chủ nhật nên công ty không làm việc, ông gặp bảo vệ công ty và nhân viên Phòng Trả thưởng – Kho quỹ để yêu cầu nhận thưởng, tuy nhiên được trả lời là đã hết hạn và thời hạn lĩnh thưởng mà công ty nêu là ngày 27 tháng 11. Ông được hướng dẫn làm các thủ tục xin xác nhận lý do trễ hạn, và lý do mà ông trình bày là trong thời gian sau khi mua vé số ông phải đưa mẹ ông đi điều trị tại bệnh viện và đón mẹ ông về nhà, gửi bằng chứng là toa thuốc của mẹ, tuy nhiên công ty không đồng ý lý do này. Ông Thái đệ đơn khởi kiện lên Tòa án nhân dân thành phố Long Xuyên, yêu cầu Công ty Xổ số kiến thiết An Giang trao thưởng tờ vé số này cho ông.

## Tranh tụng
Nguyên đơn giải thích việc đến sát hạn mới liên hệ là bởi vì vào ngày quay số thì ông bận công việc, không theo dõi và không biết mình trúng thưởng, sau đó 1 tháng thì mới biết. Luật sư nguyên đơn Trần Tiến Vinh thuộc Đoàn Luật sư tỉnh An Giang cho rằng việc công ty xổ số xác định ngày 27 tháng 11 năm 2020 là ngày cuối cùng của thời hạn lĩnh thưởng là không chính xác, ngày cuối cùng phải là ngày 28 tháng 11, nhưng ngày này rơi vào thứ Bảy, nên ngày cuối cùng trả thưởng phải là ngày 30 tháng 11 theo quy định của Bộ luật Dân sự 2015, không tính cả ngày 29 vì đó là Chủ nhật, tức nghĩa là chưa hết thời hạn trả thưởng.
Phía bị đơn viện dẫn Thể lệ tham gia dự thưởng vé xổ số của Công ty đã ban hành công khai vào tháng 3, thông tư hướng dẫn chi tiết về kinh doanh xổ số của Bộ Tài chính để nêu thời hạn trả thưởng là 30 ngày, và dùng mặt sau của tờ vé số trúng giải làm căn cứ thể hiện kỳ quay mở thưởng là vào ngày 29 tháng 10. Bị đơn nêu Bộ luật Dân sự 2015, rằng "cách tính thời hạn được áp dụng theo quy định của Bộ luật này [tức Bộ luật Dân sự], trừ trường hợp có thỏa thuận khác hoặc pháp luật có quy định khác" để nhấn mạnh việc sử dụng cách tính thời hạn theo thông tư của Bộ Tài chính lẫn quy định của công ty chứ không sử dụng cách tính của Bộ luật này. Bên cạnh đó, bị đơn nêu rằng đã gửi công văn lên Bộ Tài chính và được bộ trả lời rằng "ngày xác định kết quả trúng thưởng là ngày quay số mở thưởng, được tính 1 ngày trong thời hạn lĩnh thưởng 30 ngày của vé xổ số trúng thưởng", nhấn mạnh việc Bộ Tài chính nhất trí với công ty về việc ngày 27 tháng 11 là ngày kết thúc thời hạn trả thưởng. Do đó đã hết thời hạn trao thưởng cho nguyên đơn.

## Tiền giám đốc thẩm
Ngày 28 tháng 4 năm 2021, Tòa án nhân dân thành phố Long Xuyên mở phiên dân sự sơ thẩm tại trụ sở tòa ở số 60 Bùi Văn Danh, phường Mỹ Xuyên, tuyên không chấp nhận yêu cầu khởi kiện của nguyên đơn. Nguyên đơn kháng cáo, dẫn tới phiên phúc thẩm của Tòa án nhân dân tỉnh An Giang vào ngày 13 tháng 8 cùng năm ở trụ sở tòa tại số 4 Tôn Đức Thắng, phường Mỹ Bình, gồm Chủ tòa là Thẩm phán Nguyễn Văn Sơn, hai Thẩm phán Cao Minh Lễ, Trần Thị Thúy Hà và Kiểm sát viên Lương Thị Hương. Tòa phúc thẩm quyết định chấp nhận yêu cầu kháng cáo của nguyên đơn, sửa án sơ thẩm và buộc bị đơn trả thưởng cho nguyên đơn. Ngày 9 tháng 9, bị đơn có đơn đề nghị kháng nghị theo thủ tục giám đốc thẩm đối với án phúc thẩm, sau đó 2 tuần thì Viện kiểm sát nhân dân tỉnh An Giang kiến nghị kháng nghị. Ngày 21 tháng 1 năm 2022, Viện trưởng Viện kiểm sát nhân dân cấp cao tại Thành phố Hồ Chí Minh Nguyễn Đình Trung kháng nghị và đề nghị Ủy ban Thẩm phán Tòa án nhân dân cấp cao tại Thành phố Hồ Chí Minh xét xử giám đốc thẩm theo hướng hủy toàn bộ án phúc thẩm, giữ nguyên án sơ thẩm.

## Giám đốc thẩm
Ngày 5 tháng 9 năm 2022, Ủy ban Phẩm phán Tòa cấp cao mở phiên giám đốc thẩm tại trụ sở ở 124 Nam Kỳ Khởi Nghĩa, nhận định về nội dung để đưa ra quyết định. Trước hết, tòa nhất trí với ghi nhận ngày quay số là 29 tháng 10, nguyên đơn lẫn bị đơn chấp nhận quy định chung về thời hạn để tính trúng thưởng sử dụng đơn vị là "ngày", và quy định của thể lệ công ty rằng nếu quá thời hạn 30 ngày kể từ ngày xác định kết quả trúng thưởng, những vé trúng thưởng không người lãnh sẽ sung công quỹ. Tòa viện dẫn khoản 2 Điều 147, Bộ luật Dân sự 2015:
"...Khi thời hạn được xác định bằng ngày, tuần, tháng, năm thì ngày đầu tiên của thời hạn không được tính mà tính từ ngày tiếp theo liền kề ngày được xác định."
...Khi ngày cuối cùng của thời hạn là ngày nghỉ cuối tuần hoặc ngày nghỉ lễ thì thời hạn kết thúc tại thời điểm kết thúc ngày làm việc tiếp theo ngày nghỉ đó.
Khoản 1, 5, 6 Điều 148, Bộ luật Dân sự 2015.
Với việc tờ xổ số có kết quả ngày 29 tháng 10, Ủy ban Thẩm phán nhận định trong trường hợp này phải xác định ngày bắt đầu tính thời hạn 30 ngày là "ngày 30 tháng 10", tức ngày hôm sau, và thời hạn kết thúc tại thời điểm kết thúc ngày cuối cùng của thời hạn là 24 giờ theo luật định. Nguyên đơn khai khi phát hiện tờ vé số trúng thưởng lúc 22 giờ ngày 28 tháng 11, ông đã nhiều lần liên hệ với bị đơn theo số điện thoại công ty được in mặt sau của tờ vé số. Ngày 29 tháng 11, nguyên đơn trực tiếp đến công ty xổ số và được nhân viên công ty xác nhận. Ủy ban viện dẫn các điều khoản rằng "khi thời hạn tính bằng ngày thì thời hạn kết thúc tại thời điểm kết thúc ngày cuối cùng của thời hạn", "khi ngày cuối cùng của thời hạn là ngày nghỉ cuối tuần hoặc ngày nghỉ lễ thì thời hạn kết thúc tại thời điểm kết thúc ngày làm việc tiếp theo ngày nghỉ đó", và "thời điểm kết thúc ngày cuối cùng của thời hạn vào lúc hai mươi tư giờ của ngày đó". Căn cứ vào những nội dung này, Ủy ban nhận định việc bị đơn và Bộ Tài chính cho rằng hết hạn trả thưởng vào ngày 27 tháng 11 là không đúng luật, cho rằng việc tòa phúc thẩm xác định nguyên đơn trúng thưởng, đã liên hệ để lãnh thưởng vẫn còn trong thời hạn 30 ngày theo quy định thời hạn trả tiền thưởng của bị đơn là có căn cứ pháp luật. Từ đây, Tòa cấp cao bác kháng nghị, giữ nguyên án phúc thẩm, buộc bị đơn trả thưởng xổ số, nguyên đơn thắng kiện.

## Hình thành án lệ
Vụ Pháp chế và Quản lý khoa học của Tòa án nhân dân tối cao đã đề xuất đưa quyết định giám đốc thẩm của vụ án này làm án lệ trong lĩnh vực dân sự, tập trung vào việc xác định cách tính thời hạn theo Bộ luật Dân sự, và dựa trên vụ tranh chấp cụ thể về kinh doanh xổ số và thời hạn trả thưởng kinh doanh xổ số. Sau đó, đề xuất này là 1 trong 18 dự thảo án lệ vượt qua vòng đánh giá đầu tiên, và đồng thời là 1 trong 7 dự thảo án lệ hình sự, việc lấy ý kiến và các kiến nghị từ công chúng và giới khoa học xã hội ngành luật ở vòng thứ hai được tiến hành từ ngày 11 tháng 1, thông qua hội thảo, và đăng tải trực tuyến trên trang tin điện tử án lệ, rồi được thảo luận, cho ý kiến ở bước thứ 3 bởi Hội đồng tư vấn án lệ. Trong 3 ngày 1–3 tháng 2 năm 2023, Hội đồng Thẩm phán họp và quyết định thông qua 7 trong 18 dự thảo, trong đó có quyết định giám đốc thẩm về thời hạn trả thưởng xổ số kiến thiết này, chính thức là Án lệ số 60/2023/AL.